# Campeonato Panamericano de Ciclismo en Ruta 2018
La 33.ª edición del Campeonato Panamericano de Ciclismo en Ruta, se llevó a cabo entre el 3 y el 6 de mayo de 2018 en San Juan, Argentina, con la participación de pedalistas de veinte países del continente.
La competencia realizó a cabo pruebas de ciclismo en ruta tanto masculinas (élite y sub-23) como pruebas femeninas.
La prueba perteneció al UCI America Tour 2018 dentro de la categoría CC (Campeonatos Continentales), y es organizada por la Confederación Panamericana de Ciclismo adscrito a la UCI.

## Ruta

### Masculino
| Evento                            | Oro                                        | Plata                                      | Bronce                                        |
| --------------------------------- | ------------------------------------------ | ------------------------------------------ | --------------------------------------------- |
| Ruta (élite) (6 de mayo)          | Juan Sebastián Molano · Colombia · 3:52,54 | Maximiliano Richeze Argentina 3:52,54      | Cristopher Mansilla · Chile · 3:52,54         |
| Ruta (sub-23) (5 de mayo)         | Federico Vivas Argentina 3:18,47           | Francisco Lara Carbajal · México · 3:18,47 | Junior Marte · República Dominicana · 3:18,47 |
| Contrarreloj (élite) (3 de mayo)  | Walter Vargas · Colombia · 57:51           | Rubén Ramos Argentina 58:43                | Manuel Rodas · Guatemala · 58:51              |
| Contrarreloj (sub-23) (3 de mayo) | Diego Ferreyra · Chile · 36:22             | Mauricio Graziani Argentina 36:53          | Luis López Nolasco Honduras 37:24             |

### Femenino
| Evento                            | Oro                                   | Plata                                | Bronce                                   |
| --------------------------------- | ------------------------------------- | ------------------------------------ | ---------------------------------------- |
| Ruta (élite) (6 de mayo)          | Arlenis Sierra · Cuba 1:58,30         | Iraida García · Cuba 1:58,30         | Marlies Mejías · Cuba 1:58,30            |
| Ruta (sub-23) (6 de mayo)         | Claudia Baró · Cuba 1:58,30           | Yarely Salazar · México 1:58,30      | Paula Villalón · Chile 1:58,30           |
| Contrarreloj (élite) (3 de mayo)  | Amber Neben Estados Unidos 25:30      | Lauren Stephens Estados Unidos 25:53 | Ana Cristina Sanabria · Colombia · 26:24 |
| Contrarreloj (sub-23) (3 de mayo) | María José Varga · Costa Rica · 28:13 | Paula Villalón · Chile · 28:48       | Jessica Bonilla · México · 28:56         |

## Medallero
| Núm. | País                 | Oro | Plata | Bronce | Total |
| ---- | -------------------- | --- | ----- | ------ | ----- |
| 1    | Cuba                 | 2   | 1     | 1      | 4     |
| 2    | Colombia             | 2   |       | 1      | 3     |
| 3    | Argentina            | 1   | 3     |        | 4     |
| 4    | Chile                | 1   | 1     | 2      | 4     |
| 5    | Estados Unidos       | 1   | 1     |        | 2     |
| 6    | Costa Rica           | 1   |       |        | 1     |
| 7    | México               |     | 2     | 1      | 3     |
| 8    | Guatemala            |     |       | 1      | 1     |
| 9    | Honduras             |     |       | 1      | 1     |
| 10   | República Dominicana |     |       | 1      | 1     |